# 三善晃
三善 晃（みよし あきら、1933年1月10日 - 2013年10月4日）は、日本の作曲家。位階は従四位。三善清達の弟。

## 経歴
東京府東京市杉並区阿佐谷（現：東京都杉並区）に生まれる。幼少期より自由学園でピアノ演奏法、音楽基礎を学ぶ。小学校入学の頃から高校まで、ヴァイオリン演奏法と作曲を平井康三郎、のち池内友次郎に師事する。都立高等学校尋常科から同高等科を経て、東京大学に入学。文学部仏文科在学中の1955年から1958年にかけて、フランス政府給費学生としてパリ国立高等音楽院に留学、のち中退。在学中はアンリ・シャラン、レイモン・ガロワ＝モンブランに師事した。
1960年、東大文学部仏文科卒業。1963年東京芸術大学講師、1966年桐朋学園大学教授、1970年芸術祭優秀賞受賞。1972年、西川由紀子と結婚。1974年から1995年まで桐朋学園大学学長。1985年芸術選奨文部大臣賞受賞。1990年日本芸術院賞受賞、モービル音楽賞受賞。1991年東京都文化賞受賞。1995年富山キャンパス問題の責任をとる形で学長を退任。1996年東京文化会館長、フランス政府より芸術文化勲章オフィシエを受章。1999年日本芸術院会員。2001年文化功労者。2004年3月、東京文化会館長を退任。
国内、海外を問わず受賞多数。「三善晃ピアノコンクール」、「Miyoshi Netピアノコンクール」の審査委員長なども務め、ピヨトル・ラヘルト、ピュイグ・ロジェと並んでピアノ教育に没年まで取り組んだ。壮年期からは合唱に力を入れ、「二台ピアノと合唱のための」作品に秀作を残している。オペラ『カチカチ山』の構想を長年練っていたが、完成には至らなかった。2000年代からは作品のほとんどがピアノと合唱であり、室内楽やオーケストラの作品は減少傾向にあった。国際審査員としては、エリザベート王妃国際音楽コンクール作曲部門の審査員を1995年に1回務めている。音楽評論家で東京音楽大学名誉教授の三善清達は兄。
「九条の会」傘下の「マスコミ九条の会」呼びかけ人を務めた。2013年10月4日、心不全のため死去。80歳没。墓所は軽井沢神宮寺墓地。

## 作風
アンリ・デュティユに私淑していた。師、池内友次郎や、その後の留学などを通して、近代フランス音楽の影響が強い。合唱を含む声楽曲、器楽曲、管弦楽曲、電子音楽、現代邦楽など作品は多岐にわたり、その数も非常に多い。フランス留学中には、先にパリ音楽院に留学していた矢代秋雄と親交を深め、互いに影響を受けあった。矢代と同じように、三善の作品も古典的な佇まいを見せる。
しかし矢代の、蒸留に蒸留を重ね、選び抜かれた結果として完成度の高い作風と比較して、三善の場合は、内側から湧き出た結果として、すでに古典的な構成があるように思わせる、より自由な作風である。創作時期において、スタイルは異なるものの、壮快で鋭いリズム、冷酷さから詩的な情緒が漂う優美さを想起させる幅広い和声、一聴して判別できないほどの緻密な動機の展開、管弦楽法が特徴的である。ことに、合唱曲においては、彼を前後として、その書法が歴然と変化しており、後進の日本の作曲家に与えた影響は計り知れない。
1970年代で一通り不確定書法を実践し、「アン・ヴェール」を境にして徐々に確定楽譜へ移行した後は、音楽的な作風の変化はない。
1977年発表の静岡市立南部小学校校歌「夢までも」を作曲した際、この歌を作詞した詩人・仏文学者の宗左近とはこの時を機に親交が始まり、宗が作詞を、三善が作曲を担当する形で、日本の中学校・高等学校の校歌などを数多く手がけた。

## 主要作品

### 合唱曲一覧
単独で発表された曲が後に曲集としてまとめられたものは後者に記載、オーケストラ・吹奏楽・室内楽との共演曲は各項に記載した。
| 作曲年 | 作品名                                                    | 作詩・副題等                           | 備考 |
| ------ | --------------------------------------------------------- | -------------------------------------- | --- |
| 1961   | トルスII                                                  | 萩原朔太郎                             | |
| 1962   | 女声合唱のための「三つの抒情」                            | 立原道造・中原中也                     | 福永陽一郎による男声合唱版がある                                                                              |
|        | 混声合唱組曲「嫁ぐ娘に」                                  | 高田敏子                               | |
| 1963   | 混声合唱曲「小さな目」                                    | 〈子どもの詩による13の歌〉             | |
|        | 男声合唱組曲「三つの時刻」                                | 丸山薫                                 | |
| 1964   | 男声合唱曲「五月」「いづかたに」                          | 萩原朔太郎                             | |
| 1965   | 女声合唱とピアノのための組曲「月夜三唱」                  | 中原中也                               | |
|        | 混声合唱組曲「子どもの季節」                              | 〈子どもの詩による8つの歌〉            | |
| 1966   | 混声合唱組曲「四季に」                                    | 福田万里子                             | |
| 1967   | 混声合唱曲「白い仔馬」                                    | イベールの編曲                         | |
| 1968   | 混声合唱組曲「五つの童画」                                | 高田敏子                               | |
| 1969   | 道                                                        | 伊藤海彦                               | 第36回（昭和44年）NHK全国学校音楽コンクール高等学校の部課題曲                                                 |
|        | 男声合唱のための「王孫不帰」                              | 三好達治                               | |
| 1971   | 女声合唱のための「四つの秋の歌」                          | 高田敏子                               | |
|        | こどものための合唱組曲「オデコのこいつ」                  | 蓬萊泰三                               | |
|        | 混声合唱のための「五つの日本民謡」                        | 編曲                                   | 「阿波踊り」には童声（女声）合唱とピアノと太鼓のための版、 「佐渡おけさ」には混声合唱とピアノのための版がある |
|        | 無伴奏混声合唱曲「おてわんみその歌」                      | 東京のわらべうた                       | |
| 1974   | 混声合唱曲「三つの海の歌」                                | 茶木茂・後藤一夫・小林純一             | |
| 1975   | 混声六部合唱、尺八、打楽器、十七絃のための「変化嘆詠」    | 一休諸国物語図絵より                   | |
|        | 無伴奏童声合唱曲「おてわんみその歌」                      | 東京のわらべうた                       | |
| 1976   | 混声合唱のための「黒人霊歌集」                            | 編曲                                   | |
|        | 童声合唱・語り（バス）・ピアノのための「狐のうた」        | 会田綱雄                               | |
| 1977   | 山田耕筰による五つの歌                                    | 編曲                                   | |
|        | 男声合唱のための「五つのルフラン」                        | 編曲                                   | 「カチューシャの唄」は混声版がある                                                                            |
| 1978   | 混声合唱とギターのための「クレーの絵本 第1集」            | 谷川俊太郎                             | |
|        | 混声合唱のための「一人は賑やか」                          | 茨木のり子                             | |
| 1979   | こどものための合唱曲集「風のとおりみち」                  | 三善晃・谷川俊太郎                     | |
|        | 童声合唱版「唱歌の四季」                                  | 編曲                                   | |
|        | 男声合唱組曲「クレーの絵本 第2集」                        | 谷川俊太郎                             | |
| 1980   | 混声合唱組曲「クレーの絵本 第2集」                        | 谷川俊太郎                             | |
|        | こどものための合唱曲集「光のとおりみち」                  |                                        | 「雪の窓辺で」には童声+男声版、混声版がある                                                                   |
| 1981   | 少年少女合唱のための「マザーグースの三つの歌」            |                                        | |
| 1982   | 童声合唱とピアノのための組曲「のら犬ドジ」                | 蓬莱泰三                               | |
|        | 女声合唱曲集「街路灯」                                    | 北岡淳子                               | |
| 1983   | 女声合唱とピアノのための「五つの唄」                      | 北原白秋                               | |
|        | 女声合唱曲「爪紅」                                        | 北原白秋                               | |
|        | 女声合唱とピアノのための「動物詩集」                      | 白石かずこ                             | |
|        | 混声合唱のための「地球へのバラード」                      | 谷川俊太郎                             | |
|        | 童声（女声）合唱とピアノのための組曲「わらべうた」        | 谷川俊太郎                             | |
|        | 混声合唱版「唱歌の四季」                                  | 編曲                                   | |
|        | 混声合唱曲「トゥバラーマ」                                | 編曲                                   | |
| 1984   | 混声合唱とピアノのための「動物詩集」                      | 白石かずこ                             | |
|        | 2台のピアノと混声合唱のための「歌集 田園に死す」          | 寺山修司                               | |
|        | 童声合唱曲「わりばしいっぽん」                            | 蓬莱泰三                               | 第51回（昭和59年）NHK全国学校音楽コンクール小学校の部課題曲                                                   |
| 1985   | 童声合唱とマリンバのための「かみさまへのてがみ」          | 谷川俊太郎訳                           | |
|        | 女声合唱のための「三つの夜想」                            | 村松英子                               | |
|        | 女声合唱曲「幸せは」                                      | 村松英子                               | |
|        | 男声合唱のための「縄文土偶」                              | 宗左近                                 | |
| 1986   | 二群の男声合唱とピアノのための「路標のうた」              | 木島始                                 | |
|        | 混声合唱曲「流れる水のように」                            | 山川啓介                               | |
| 1987   | 混声合唱と2台のピアノのための「交聲詩 海」                | 宗左近                                 | |
|        | 三群の混声合唱体とピアノのための「ぼく」                  | 谷川俊太郎                             | |
|        | 混声合唱曲「椎谷岬にて」                                  | ささきかずこ                           | |
| 1988   | 混声合唱組曲「五つの願い」                                | 谷川俊太郎                             | |
|        | 同声合唱曲「新しい風が生まれる」                          | 雨宮正文                               | |
| 1989   | 三群の混声合唱体とピアノのための「あなた」                | 谷川俊太郎                             | |
|        | 大空の下で                                                | 福原くに子                             | |
| 1990   | 童声（女声）合唱のための「朝の羽ばたき」                  | 木島始                                 | |
|        | 混声合唱とピアノのための「縄文連禱」                      | 宗左近                                 | |
| 1991   | 童声合唱とサヌカイト、マリンバのための「ヤマガラ日記」    |                                        | |
| 1992   | 混声合唱組曲「あさくら讃歌」                              | 後藤明生                               | 「子どもとともに歌うあさくら讃歌」もある                                                                      |
|        | 男声合唱とピアノ（四手）のための「遊星ひとつ」            | 木島始                                 | |
|        | 混声合唱曲「それが涙だと言うのなら」                      | 銀色夏生                               | |
|        | 混声三部合唱とピアノのための「クレーの絵本 第1集」        | 谷川俊太郎                             | 石島正博編曲による女声合唱版がある                                                                            |
| 1993   | 男声合唱と連弾ピアノのための連詩「いのちのうた」          |                                        | |
|        | 男声合唱曲「へんしんのうた」                              | 三善晃                                 | |
|        | 混声合唱とピアノのための「愛の歌」                        | 谷川俊太郎                             | |
|        | 中新田縄文太鼓                                            | 宗左近                                 | |
|        | 混声合唱組曲「じゅうにつき」                              | 谷川俊太郎                             | |
|        | 男声合唱のための組曲「だれもの探検」                      | 木島始                                 | |
|        | 混声合唱曲「緑のたそがれ」                                | 青木景子                               | |
| 1994   | 混声合唱組曲「宇宙への手紙」                              | 谷川俊太郎                             | |
|        | 五所川原合唱団の歌「生命が宇宙を満たす日まで」            | 坂崎隆浩                               | |
|        | 童声合唱と太鼓のための「ふじさん は ふじさん」            | 三善晃                                 | |
|        | 混声合唱とピアノのための「伝説」                          | 会田綱雄                               | |
|        | 女声合唱曲「ラ・メール」                                  | 尾崎昭代                               | |
| 1995   | 童声合唱曲「むらのあき」                                  | 編曲                                   | |
|        | こどものための合唱曲集「貝がらのうた」                    |                                        | 「貝がらのうた」「歌をなげてみようか」「知っているよね」は混声版がある                                        |
| 1996   | 混声合唱とピアノのための「カムイの風〜青ばと物語〜」      | アイヌ民話                             | |
|        | 女声合唱とピアノのための「空を走っているのは…」           | 村松英子                               | |
|        | 男声合唱と4手のピアノのための「一人は賑やか」             | 茨木のり子                             | |
|        | 2群の女声合唱、1群の男声合唱、2台ピアノのための「夜と谺」 | 宗左近                                 | |
|        | 五所川原児童合唱団の歌                                    | 谷川俊太郎                             | |
|        | 混声合唱のための「五柳五酒」                              | 佐藤信                                 | |
| 1997   | 混声合唱組曲「詩の歌」                                    | まど・みちお                           | |
|        | 童声合唱曲「あなたに」「学校讃歌」                        | 佐藤学                                 | |
| 1998   | 童声・混声合唱と2台ピアノのための「日本の四季」           | 瀧廉太郎の作品による・編曲             | 「荒城の月」はピアノ付きと無伴奏の童声版がある                                                                |
|        | 混声合唱のための「やさしさは愛じゃない」                  | 谷川俊太郎                             | |
| 1999   | 混声合唱曲「Over the Rainbow」                            | 編曲                                   | |
|        | 混声合唱曲「「わ」ならべうた」                            | 宮澤友子                               | |
|        | 女声合唱曲「ゆめのはじまり」                              | 矢崎節夫                               | |
| 2000   | 混声合唱曲集「木とともに 人とともに」                     | 谷川俊太郎                             | |
|        | 女声合唱曲集「木とともに 人とともに」                     | 谷川俊太郎                             | |
|        | 混声合唱曲「正しい歌のうたいかた」                        | 五味太郎                               | |
|        | 女声合唱とピアノのための幼年詩集「どこかで」              | 新川和江                               | |
|        | 混声合唱曲「風」                                          | 小高陽子                               | |
| 2001   | 混声合唱曲「月と蜉蝣」                                    | 稲垣瑞雄                               | |
|        | 女声合唱曲「風に、風から」                                | 新川和江                               | |
|        | 女声合唱とピアノのための「四つの愛のかたち」              |                                        | |
|        | 二群の合唱団とピアノのための「蜜蜂と鯨たちに捧げる譚詩」  | 白石かずこ                             | |
|        | 女声合唱のための「あなたにサタンがいるなんて」            | 白石かずこ                             | |
|        | 混声合唱・童声合唱と2台ピアノのための「交聲詩曲 波」      | 宗左近                                 | |
|        | 混声合唱とピアノのための「山田耕筰による五つの歌」        | 編曲                                   | |
|        | 女声合唱組曲「詩の歌」                                    | まど・みちお                           | |
| 2002   | 唱歌の四季II                                              | オムニバス編曲                         | |
|        | 金子みすゞの詩による「五つの詩曲」                        | 金子みすゞ                             | |
|        | 混声合唱曲「「なみだ」・と」                              | 松本可奈子・三善晃                     | |
|        | 童声合唱曲「おつかいのうた」                              | 木島始                                 | |
| 2003   | 混声合唱と2台のピアノのための「であい」                   | 三善晃                                 | |
|        | 混声・童声合唱とピアノのための「島根のわらべ歌」          | 編曲                                   | |
|        | 童声・混声合唱とピアノのための「葉っぱのフレディ」        | 三善晃                                 | |
|        | 女声合唱とピアノのための「虹とリンゴ」                    | 宗左近                                 | |
|        | 混声合唱曲「心の街に」                                    | 小海永二                               | |
| 2004   | 混声合唱とピアノのための「ゆったて哀歌集」                | 五木寛之                               | |
|        | 無伴奏女声合唱のための「かなしみについて」                | 谷川俊太郎                             | |
|        | 男声合唱版「唱歌の四季」                                  | 編曲                                   | |
|        | 豊中少年少女合唱団団歌                                    | 三善晃                                 | |
| 2005   | 童声合唱曲「みんなみんな」                                | まど・みちお                           | 第72回（平成17年度）NHK全国学校音楽コンクール小学校の部課題曲                                                 |
|        | 混声合唱曲「MI・YO・TA」                                  | 谷川俊太郎・武満徹の遺作メロディを編曲 | |
| 2006   | 混声合唱とピアノのための「やわらかいいのち三章」          | 谷川俊太郎                             | |
|        | 女声合唱曲「やつがたけのうた」                            | 三善晃                                 | |
| 2007   | 貞心尼はちすの露からのうた                                | 良寛・貞心尼贈答歌                     | |
|        | 混声合唱とピアノのための「その日－August 6－」            | 谷川俊太郎                             | |

### オペラ
- 遠い帆（1999年/高橋睦郎台本）[10]

### 管弦楽（声楽を伴うものを含む）
- ピアノと管弦楽のための協奏交響曲（1954年）
- 交響的変容（1958年）
- 交響三章（1960年）
- ピアノ協奏曲（1962年）
- 管弦楽のための協奏曲（1964年）:オリンピック東京大会協賛「芸術展示」としてNHK委嘱[11][12]
- 決闘 ソプラノとオーケストラのための（1964年/萩原朔太郎）
- ヴァイオリン協奏曲（1965年）
- 変容抒情短詩（1969年）
- マリンバと弦楽合奏のための協奏曲（1969年）
- 赤き死の仮面II（1970年）
- 祝典序曲（1970年）：大阪万博の開会式で演奏された音楽。読売日本交響楽団（指揮）若杉弘，4分25秒＜タワーレコード NCS 587-588＞
- レクイエム 混声合唱とオーケストラのための（1971年）：新垣隆のリダクションによる混声合唱と2台のピアノによる版がある （2004年）
- 花火の音楽（1973年）
- チェロ協奏曲（第1番）（1974年）
- レオス オーケストラのための（1976年）
- ノエシス オーケストラのための（1978年）
- 詩篇 混声合唱とオーケストラのための（1979年/宗左近）
- 詩篇頌詠 女声合唱とオーケストラ（オルガン）のための（1980年）
- アン・ソワ・ロアンタン（1982年）
- 響紋 オーケストラと童声合唱のための（1984年/宗左近）
- アン・パサン ヴァイオリンとオーケストラのための（1986年）
- 交響詩 連禱[8]富士（1988年）
- 鎮魂詩 言問わむ風に（1989年）
- 樹上にて 四手のピアノと管弦楽のための（1989年）
- 弦の星たち（1991年）-vn., str.-orch.-（ピアノリダクション版（2008年）田中やよい）
- 魁響の譜（1991年）
- 夏の散乱（1995年）
- 谺つり星（チェロ協奏曲第2番）（1996年）
- 霧の果実（1997年）
- 焉歌・波摘み（1998年）
- 詩鏡 （2000年）
- 三つのイメージ 童声・混声合唱とオーケストラのための（2002年/谷川俊太郎）

「レクイエム」「詩篇」「響紋」は「合唱とオーケストラのための反戦三部作」と呼ばれ、重要である。
また「夏の散乱」「谺つり星」「霧の果実」「焉歌・波摘み」は交響四部作と呼ばれている。

### 吹奏楽曲
- 札幌オリンピック・ファンファーレ（1972年）
- 吹奏楽のための「深層の祭」〔1988年度 全日本吹奏楽コンクール 課題曲A〕
- スターズ・アトランピック '96（1990年）
- 合唱と吹奏楽のための交声詩曲「富士へ」（1990年）
- 吹奏楽のための「クロス・バイ マーチ」〔1992年度 全日本吹奏楽コンクール 課題曲C〕
- いまここで（1993年）-mixed cho., wind-orch.-
- Opening Fanfare（1995年）-trb.-ens.-
- 長岡ファンファーレ（1996年）
- ファンファーレ（1997年）
- ミレニアム・ファンファーレ（2000年）
- ティンパニ協奏曲「WEST WIND」（2002年）

### 室内楽・独奏曲
- クラリネット、ファゴットとピアノのためのソナタ（1953年）
- ヴァイオリン・ソナタ（1954年）
- フルート、チェロとピアノのためのソナタ（1955年）
- 留学する馬鹿しない馬鹿（1957年）- fl.ob.str.-q.-
- ピアノ・ソナタ（1958年）
- トルスI（1959年）- str-orch -
- 組曲「こんなときに」（1960年）-pf.-
- 金の魚の話（1962年）
- 組曲「会話」独奏マリンバのための（1962年）
- 弦楽四重奏曲 第1番（1962年）
- 弦楽四重奏曲 第2番（1967年）
- ソナタ形式による練習曲（1967年）-pf.-
- トルスIII 独奏マリンバのための（1968年）
- フルート合奏のための 八つの詩（1969年）
- オマージュI（1970年）-fl.vn.pf.-
- オマージュII（1971年）-fl.vn.pf.-
- オマージュIII（1972年）-fl.vn.pf.-
- トルスIV 邦楽器と弦楽四重奏のための（1972年）
- トルスV 三台のマリンバのための（1973年）
- オマージュIV（1973年）-fl.vn.pf.-
- ノクチュルヌ 5人の奏者のための（1973年）
- ピアノのためのプレリュード シェーヌ（1973年）
- オマージュV（1974年）-fl.vn.pf.-
- 二台のギターのためのプロターズ 遠景より無景へ（1974年）
- Journals（1975年）-pf.一部連弾-
- ギターのための エピターズ（1975年）
- リタニア コントラバスと打楽器のための（1975年）
- オマージュ（1975年）-fl.vn.pf.-（オマージュI～Vの統合）
- En deuil（1976年）-fl.vn.pf.-
- Berceuse（1977年）
- 弦楽合奏のための組曲（1977年）
- 協奏的練習曲 2台マリンバのための（1977年/1979年改訂）
- こどものためのピアノ曲集「音の森」（1978年）
- Hommage en cristal（1979年）-fl.vn.pf.-
- イスタシワトル＝白き女峰（1980年）-6perc.-
- 樹を、波と… 十七絃箏のために（1980年）
- ピアノのための アン・ヴェール（1980年）東京国際音楽コンクールピアノ部門課題曲[13]
- 鏡 ヴァイオリンのための（1981年）
- こどものピアノ小品集「海の日記帳」（1981年）
- 彩夢 2本のクラリネットのための（1982年）
- Du Blanc au noir（1982年）-二十絃箏-
- Choral en spirale（1984年）-brass-ens.-
- 風紋（1984年）-邦楽器合奏-
- 2台ピアノのための「響象I」（1984年）
- メサージュ・ソノール（1985年）-fl.cl.cb.mar.perc.-
- ギターのための 五つの詩（1985年）
- 音の手帳 ピアノ連弾組曲（1985年）
- Choral en spiraleII（1986年）-brass-ens.-
- 流觴曲水譜（1986年）-尺八,2箏,十七絃-
- 輪彩 ソロマリンバと6人の打楽器奏者のための（1987年）
- C6H チェロ独奏のための（1987年）
- Ombre scintillante［燦めく闇］ハープとフルートのための（1989年）
- Perspective en spirale pour clarinette en si bémol［螺旋状の視界］クラリネットのための（1989年）
- Autour d'absence（1989年）-fg.pf.-
- 黒の星座 ギターと弦楽四重奏のための（1989年）
- 五つの素描 ユーフォニアムとマリンバのための（1990年）
- 花骨碑（1990年）-横笛,g.-
- 阿含 12人の打楽器奏者のための（1990年）
- 随風吹動（1999年）-fl.pf.-
- リップル 独奏マリンバのための（1991年）
- 弦楽四重奏曲第3番「黒の星座」（1992年）
- 戯曲（1994年）-邦楽器合奏-
- 2台ピアノのための「響象II」（1995年）
- 出陣の譜（1997年）-和太鼓合奏-
- 国宝松本城古城太鼓のための組曲「四季」（1998年）-和太鼓合奏-
- ピアノのために―円環と交差―（1998年）
- フルート、クラリネット、コントラバス、マリンバ、打楽器のための「虹の墓」（2001年）
- Miyoshiピアノ・メソード（1997年）

### 声楽（独唱曲）
- 高原断章（1955年/神保光太郎）
- 三つの沿海の歌（1955年/萩原朔太郎）
- 北恋ひ（1961年/三善晃）
- 白く〜佐川ちかによる4つの詩（1962年）
- 聖三稜玻璃（1962年/山村暮鳥）
- 四つの秋の歌（1963年/高田敏子）
- 秋の風（1963年/高田敏子）
- 赤い日記帳より（1964年/服部芳樹）
- 雪の窓辺で（1965年/薩摩忠）
- えびがはねたよ（1967年/古村徹三）
- 一人は賑やか（1968年/茨木のり子）
- 仔ぎつねの歌（1975年/三善晃）
- くりの実（1975年/三善晃）
- なんのき（1975年/谷川俊太郎）
- りすの子（1975年/三善晃）
- 抒情小曲集（1976年/萩原朔太郎）
- 春、夏、秋（1977年/三善晃）
- 祈り〜宗左近：長編詩「炎える母」による（1979年）
- 超える影に（1991年/畑中良輔）
- 五柳五酒（1994年/佐藤信）
- 空（1994年/谷川俊太郎）
- よろい戸の奥（1995年/谷川俊太郎）
- カニの帰郷（1995年/白石かずこ）
- あなたにサタンがいるなんて（1997年/白石かずこ）

### 放送・映像音楽
- 音楽詩劇「幸福な王子」（1959年）
- 音楽詩劇「オンディーヌ」（1959年）
- 科学映画「力の技術－モートル－」（1963年）
- NHK大河ドラマ「春の坂道」（1971年）

（テーマ音楽のみ。ドラマ本編BGMは間宮芳生が担当）
- 映画「翼は心につけて」（1978年）
- アニメ「赤毛のアン」（1979年）主題歌「きこえるかしら」ED｢さめない夢｣（他に挿入歌など。アニメ本編BGMは毛利蔵人が担当）[14]

### 校歌・団体歌
- 茨城県茗溪学園中学校・高等学校 校歌（清水房雄）
- 宮城県多賀城市立城南小学校 校歌（1976年/菊地新）
- 新潟県立長岡大手高等学校 校歌（1976年/西脇順三郎）
- 静岡県静岡市立南部小学校 校歌「夢までも」（1977年/宗左近）
- 千葉県夷隅郡大多喜町立西畑小学校（現：大多喜町立西小学校）校歌「夢の畑」（1979年/宗左近）
- 東京都立川市立立川第八中学校 校歌「光の川」（1979年/宗左近）
- 千葉県館山市立第三中学校 校歌「透明光体」（1980年/宗左近）※「透明光体」は「たましい」と読む。
- 松下政経塾 塾歌「噴きあがる」（1980年/宗左近）
- 神奈川県相模原市立中央中学校 校歌「宝石」（1980年/宗左近）
- 宮城県加美郡中新田町 町歌「瞳に愛を」（現：加美町町民憲章）（1981年/宗左近）
- 福島県立医科大学 大学歌「光の鳥」（1983年/宗左近）
- 神奈川県立希望ヶ丘高等学校 校歌（1985年）
- 秋田県立新屋高等学校 校歌（1985年/阿部正路）
- 東京都立南平高等学校 校歌（1985年/沼田俊一）
- 光幼稚園 園歌「あしたもね」（1988年/宗左近）
- 千葉県館山市 讃歌「さらに彼方を」（1989年/宗左近）
- 千葉県旭市立第二中学校 応援歌「愛」（1990年/宗左近）
- 福島県立清陵情報高等学校 校歌「宇宙の奥の宇宙まで」（1990年/宗左近）
- 岩手県北上市 市民の歌「きらめいて」（1992年/谷川俊太郎）
- 新潟県長岡市立旭岡中学校 校歌「宇宙の鳥」（1996年/宗左近）
- 福島県立橘高等学校 校歌「夢の光 光の夢」（2003年/宗左近）
- 東京都中野区立上鷺宮小学校 校歌「いのち」（1979年/宗左近）
- 東京都練馬区立関中学校 校歌「関の翼」
- 静岡県立大井川高等学校 校歌「大いなる翼」
- 熊本県立人吉高等学校（北村英明）

### 著書
- 遠方より無へ（白水社、1979年）
- 男の料理学校 自分の味を創造しよう（光文社カッパホームズ、1979年）文春文庫『オトコ、料理につきる』と改題
- 対話十二章 現代の芸術視座を求めて（音楽之友社、1989年）対談集
- ヤマガラ日記（河合楽器製作所出版事業部、1992年）
- ぴあのふぉるて（毎日新聞社、1993年）
- いきてる 詩画集（雨田光弘絵、ネット武蔵野、2005年）
- 波のあわいに 見えないものをめぐる対話（丘山万里子対談、春秋社、2006年）

#### 寄稿・共著
章題が判明しているものは「」で記載、不明なものは書籍名を『』で記載
- 「人間は弱い——そこから出発した愛を（聞き手：佐川吉男）」（『作曲家との対話』日本音楽舞踊会議・日本の作曲ゼミナール1975-1978編、新日本出版社、1982年）
- 『人間がすべて 教育改革への十一の提言』（太郎次郎社、1983年）
- 「日本音楽を間の観点から見る」（シリーズ英和対訳 私の日本文化3『日本らしさ』NHK国際局文化プロジェクト監修、講談社、1985年）
- 「音楽——内的現実を素材として」（岩波講座 教育の方法7『美の享受と創造』東洋、赤瀬川原平ほか、岩波書店、1988年）
- 『なぜ私たちは歌うのか』（市民大学叢書33、富山市教育委員会編、1990年）
- 『少年の日にぼくは』（《ジルベルトの会》講演録集 風と木に聞く3、エイデル研究所、1991年）
- 「ショパンと私／コルトーに」（日本の名随筆 別巻13『名曲』遠山一行編、作品社、1992年）
- 「音——内的現実を素材として」（『音楽教育を読む 学生・教師・研究者のための音楽教育資料集』野村幸治・中山裕一郎編著、音楽之友社、1995年）
- 「音楽の表現と教育」ほか（シリーズ学びと文化5『表現者として育つ』佐伯胖・藤田英典・佐藤学編、東京大学出版会、1995年）

他に、教育出版の音楽教科書（小・中・高）の執筆も担当。